# تشارلز ألبانيل
تشارلز ألبانيل (بالإنجليزية: Charles Albanel)‏ كان مستكشفًا فرنسيًا في كندا.